# 둥산섬 전역 (1950년)
둥산섬 전역(東山島戰鬥;)은 중화민국과 중화인민공화국 간에 푸젠성 장저우 둥산현 둥산섬을 둘러싸고 벌인 전투다. 전투 결과 둥산섬은 중화인민공화국의 마수에 들어가게 됐다.
장주하문전역 이후 중화민국군 17야전군 병력 5천 명 이상이 둥산도로 후퇴했다. 중화민국군은 그 섬을 본토를 공격하는 근거지로 삼았기 때문에 중국 인민해방군 94야전군 91사단과 32야전군 94사단은 1950년 5월 11일 포병 대대 3개의 도움을 받아 둥산섬을 공격했다. 10시간에 걸친 전투 이후 중화민국군은 후퇴했다.
인민해방군의 승리는 고령두 전투, 등부섬 전투, 난아오 전투 같은 연안 지역 도서 함락을 위해 이전에 중화민국과 벌였던 전투들을 통해 수적, 기술적 우세를 집중시킬 필요가 있다는 전훈을 얻은 결과였다. 즉 공격부대는 수비부대보다 3배 가까이 우세해야 한다는 것이었다.
중화민국 측에 전략적 후퇴였던 둥산섬 포기는 대만에 가까운 섬들을 방어하는 데 주력해야 한다는 교훈을 제공했다.

## 같이 보기
- 국민혁명군
- 국공 내전